# DOS Navigator
A DOS Navigator (röviden DN) egy fájlkezelő szoftver DOS, OS/2 és Windows operációs rendszerekre, amelyet a Norton Commander ihletett.

## Hatása
A DOS Navigator az ortodox fájlkezelők (OFM) befolyásos korai megvalósítása. A virtuális fájlrendszerek (VFS) három további típusának megvalósításával: XTree, Briefcase és lista alapú. A DN az OFM-ek új generációját indította el. Korlátlan számú panelt és számos új, fontos funkciót kínál, így az egyik legerősebb (és legösszetettebb) OFM-é vált.

## Története
A DN I első verziója (v 0.90) 1991-ben jelent meg, és Stefan Tanurkov, Andrew Zabolotny és Sergey Melnik (mindannyian Chișinăuban, Moldovában éltek) írták. Ezt követően a DN-t Turbo Vision segítségével Stefan Tanurkov és Dmitry Dotsenko (Dotsenko a Moszkvai Állami Egyetemen fejlesztette a DN-t) írta újra. Ezeket a verziókat néha DN II-ként emlegetik.
1993-ban Slava Filimonov meghívta Stefant, hogy csatlakozzon hozzá, hogy közös erővel folytassák a DN gyártását és kiadását. Szláva új komponenseket programozott, tervezte és számtalan optimalizálást és javítást végzett. Írt egy új szoftveres kulcsvédelmi rendszert, amely a bevezetése után majdnem négy évig töretlen maradt.
A DN II-t 1995 elejéig, az 1.35-ös verzióig aktívan fejlesztették, az 1.35-ös verzió után több más programozó is részt vett a fejlesztésben. Az 1.37-es verziótól kezdve Filimonov és Ilya Bagdasarov volt felelős a hibajavításért. Filimonov és Bagdasarov egyedül karbantartotta, fejlesztette és kiadta az 1.37-től az 1.39-es verzióig. Távozásuk után a DN karbantartását ismét Tanurkov és Maxim Masiutin végezte.
1998-ban a fejlesztés többnyire hibajavító irányt vett, mivel a Ritlabs terméke, a The Bat! sokkal ígéretesebb és jobb kereskedelmi potenciállal rendelkező szoftvertermékké vált. Az utolsó shareware verzió az 1.50-es volt. 1999 végén a Ritlabs úgy döntött, hogy a DOS Navigator 1.51-es verzióját teljesen ingyenessé teszi, szabadon hozzáférhető forráskóddal.
Jelenleg több nyílt forráskódú DN-ág létezik, köztük a win32/dpmi/os2 verzió "dn/2" és a Linux portkísérlet "dn2l".

## Hátrányok
Az eredeti DN nagy mennyiségű assembler kódot tartalmaz, ami megnehezíti a más platformokra történő portolást. A keresztplatformos verzió, a DN OSP viszont a Virtual Pascal fordítóhoz és futásidejű könyvtárhoz kötött, amelyeket már nem támogatnak. A DN-nek 2022 januárjától egyetlen változata sem támogatja a Windowson kívüli platformokon a Unicode-ot, bár létezik a Turbo Vision for Pascal Unicode-támogatással rendelkező keresztplatformos megvalósítása. A forráskód licencét veszélyeztetik.

## Forráskód licenc
A DN forráskódját a 3 záradékos BSD licenc alatt tették közzé. A kód azonban tartalmazta a Turbo Vision könyvtárnak a Turbo Pascal disztribúcióból származó változaton alapuló implementációját, és ez utóbbit soha nem adták ki olyan licenc alatt, amely lehetővé teszi a származékos művek létrehozását. Ezen kívül a DN OSP tartalmazza a Virtual Pascal futásidejű könyvtár módosított részeit, míg maga a Virtual Pascal licenc tiltja a módosított verziók terjesztését, azonban nem világos, hogy ez csak a fordítóra vagy a futásidejű könyvtárra is vonatkozik-e.

## Legacy

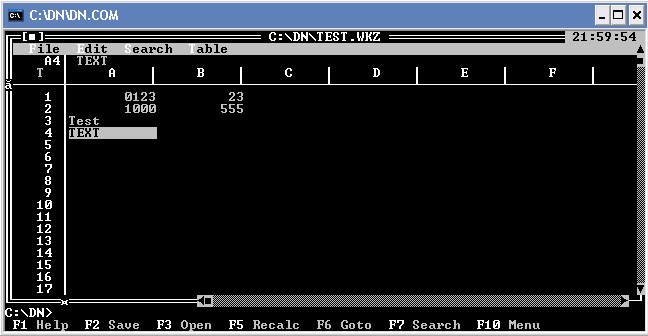
Táblázatkezelő a DOS Navigatorban

Más csoportok a DN nyílt forráskódján alapuló szoftvereket adnak ki, beleértve olyan funkciókat, mint a hosszú fájlnevek támogatása és a Linux támogatása.
- DN 1.51 650 KB Win32 & OS/2 - Források (Virtual Pascal) (972,655)
- DOS Navigator nyílt forráskódú projekt (ODN)
- dn2l Linux port a DN OSP forráskódján alapulva
- DN OSP 6.4.0 1 MB DOS/DPMI-hez (Windows 9x)
- Necromancer's DOS Navigator (NDN)
- DN 4.9.0 2004 DOS-ra az Ultimate Boot CD (UBCD) v3.4-ben található DN 4.9.0 2004 DOS-ra